# 僵尸肉
僵尸肉是指长期冷藏，且超过一般保存期限的肉制品。据传，其来源于中國的「战时储备肉」。该词首次出现于2015年6月新华社报道的一则题为《走私‘僵尸肉’窜上餐桌，谁之过？》的新闻中。多家中国媒体随后跟进报道相关新闻，引起社会广泛关注。曾有媒体向湖南长沙海关与广西南宁海关核实相关消息，海关均表示从未查获过所谓冷冻数十年的「僵尸肉」。「僵尸肉」极有可能是记者为了博取目光而进行的夸大手法。在2013年曾有类似的新闻，但当时涉及的是冷冻凤爪，而非冷冻肉类。
2015年6月台視報導40年前殭屍肉，大陸海關總署查獲多宗冷凍肉品走私案，1970年後豬皮、80年後雞翅，查獲10萬噸，涉案金額150億台幣。

## 另見
- 紙餡包子虛假新聞事件